# Golmayo

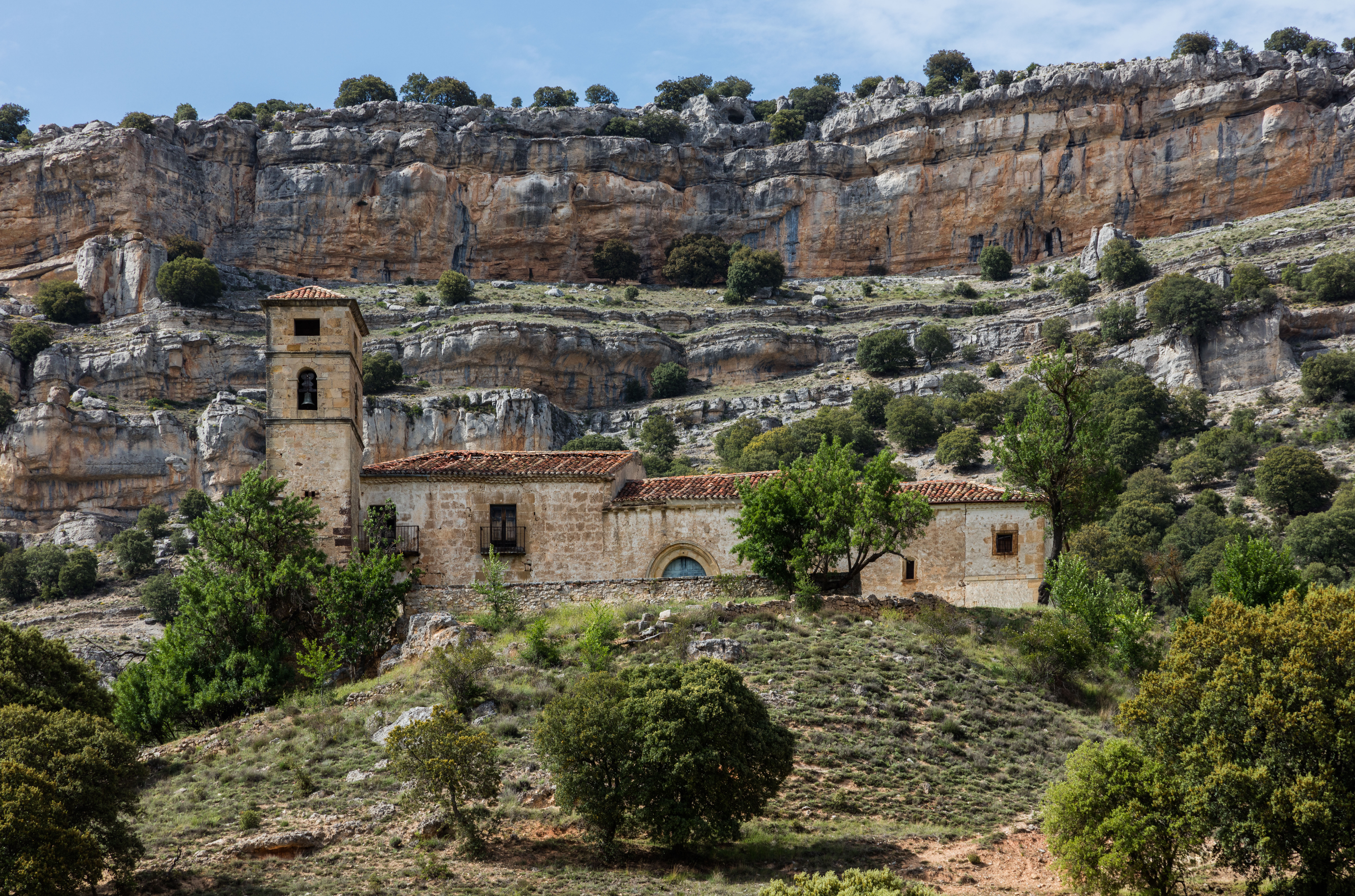
Le monastère de Monjía, à Golmayo. Mai 2017.

Golmayo est une commune espagnole de la province de Soria en Castille-et-León.